# میلنا نیکولیچ
میلنا نیکولیچ (انگلیسی: Milena Nikolić؛ زادهٔ ۶ ژوئیهٔ ۱۹۹۲) بازیکن فوتبال اهل بوسنی و هرزگوین است.
از باشگاه‌هایی که در آن بازی کرده‌است می‌توان به باشگاه فوتبال زنان بایر ۰۴ لورکوزن و اس‌سی سند اشاره کرد.
وی همچنین در تیم‌های ملی فوتبال Bosnia and Herzegovina women's national under-19 football team و زنان بوسنی و هرزگوین بازی کرده‌است.